# The Righteous Brothers
The Righteous Brothers – amerykański duet wokalny powstały w 1962 działający do początku lat dziewięćdziesiątych XX wieku. Formalnie grupa przestała istnieć wraz ze śmiercią jednego z jej członków – Bobby'ego Hatfielda w 2003. Grupa była inicjatorem i jednym z najwybitniejszych przedstawicieli gatunku biały soul tzw. blue eyes soul. Okresem największej popularności duetu były lata sześćdziesiąte. Gdy zainteresowanie słuchaczy przesunęło się w kierunku muzyki psychodelicznej, grupa straciła na popularności i ostatecznie zawiesiła działalność.
Gdy w drugiej połowie lat siedemdziesiątych powróciła moda na łagodniejszą i prostszą muzykę, duet reaktywował się odnosząc dalsze sukcesy. Do największych przebojów grupy należały „(You’re My) Soul and Inspiration”, „You’ve Lost That Lovin’ Feelin’” (w 2004 sklasyfikowany na 34. miejscu listy 500 utworów wszech czasów magazynu Rolling Stone), „There She Goes (She’s Walking Away)”, „Hung on You”, „Unchained Melody” (wykorzystany w filmie Ghost, pol. Uwierz w ducha), „Ebb Tide”, „Rock and Roll Heaven”, „Give It to the People”, „Dream On” oraz piosenka ze znanego filmu Dirty Dancing (pol. „Wirujący seks”) „(I’ve Had) The Time of My Life”.
W 2003 duet Righteous Brothers został wprowadzony do Rock and Roll Hall of Fame.

## Dyskografia
- 1963: Right Now!
- 1964: Some Blue-Eyed Soul
- 1965: Just Once in My Life
- 1965: This Is New!
- 1965: You've Lost That Lovin' Feelin'
- 1966: Back to Back
- 1966: Go Ahead & Cry
- 1966: In Action
- 1966: Soul & Inspiration
- 1967: Sayin' Somethin'
- 1967: Souled Out
- 1968: One for the Road
- 1970: Rebirth
- 1973: 2 by 2
- 1974: Give It to the People
- 1975: Sons of Mrs Righteous
- 1991: The Reunion
- 2003: Night With the Righteous Brothers Live